# 丸山朗
丸山 朗（まるやま あきら、1950年5月2日 - ）は大阪府出身のアマチュア野球選手（投手）。

## 来歴
興國高では、1968年にエースとして春夏の甲子園に出場。春の選抜では、1回戦で仙台育英高に9回サヨナラ負けを喫する。夏の選手権は3試合を完封し決勝に進出。静岡県立静岡商業高等学校の新浦寿夫に投げ勝ち1-0で完封、初優勝を飾る。高校同期に益川満育、山田敏彦の両外野手、1年下に一塁手の岡本一光がいた。
早稲田大学に進学。東京六大学野球リーグでは低迷が続き優勝には届かなかった。4年生時には主将をつとめ、大橋功男、佐藤守らと投手陣を支える。大学同期には捕手の佐野登（東京ガス）らがいた。
卒業後は大昭和製紙に入社。1974年の都市対抗では1回戦で西濃運輸を相手にリリーフで登板。チームには池田信夫、山根政明など好投手がおり、あまり活躍の場はなかった。1976年限りで現役引退、その後は社業に戻る。